# افلاک‌نمای آیسی آیزینگا
سیاره‌نمای رویال آیسی آیزینگا (هلندی: Koninklijk(e) Eise Eisinga Planetarium) یک افلاک‌نما از قرن هجدهم میلادی در فرانکر، فریزلند، هلند است. آیسی آیزینگا در حال حاضر یک موزه عمومی و آزاد است. این افلاک‌نما از سال ۱۹۹۰ در فهرست ۱۰۰ مکان برتر میراث هلندی قرار دارد و در دسامبر ۲۰۱۱ در فهرست موقت نامزدهای بعدی میراث جهانی یونسکو قرار گرفت. این قدیمی‌ترین افلاک‌نمای در حال کار در جهان است.